# Aloysius Bertrand
Louis Jacques Napoléon Bertrand, conosciuto come Aloysius Bertrand (Ceva, 20 (o 19) aprile 1807 – Parigi, 29 aprile 1841), è stato un poeta francese.
Considerato l'inventore del poema in prosa, è l'autore di un'opera unica e postuma passata alla posterità, Gaspard de la Nuit (1842).

## Biografia

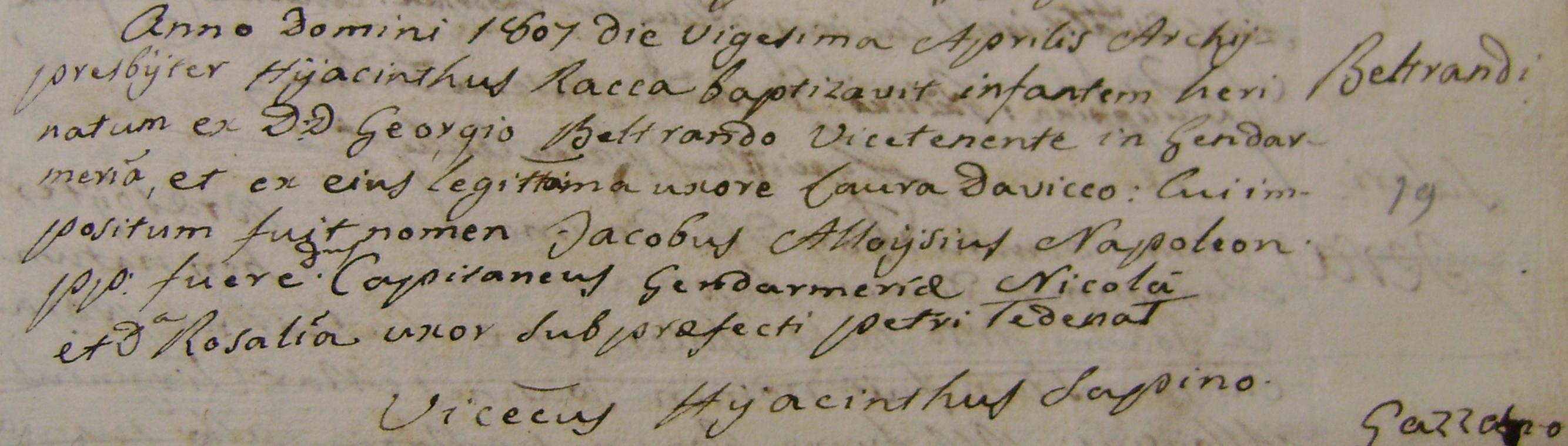
Atto di nascita di Bertrand, conservato a Ceva

Nato a Ceva, in Piemonte, da un ufficiale napoleonico e da madre italiana, rimase in Italia fino al 1815, quando il padre si ritirò a Digione. Qui compì gli studi (1826) e cominciò ad interessarsi di letteratura.
Suo fratello Frédéric ci ha lasciato di lui un ritratto dal quale emerge il tipo stesso del poeta romantico:
"Dotato di un cervello costantemente in ebollizione, Louis non aveva lo spirito metodico della classificazione"
Ma Bertrand sapeva anche rivedere cento volte la sua opera, levigarla ininterrottamente come un artista classico, tanto che si è potuto vedere in lui il precursore dei Parnassiani.
Nel 1826 Bertrand si affiliò a una società di giovani, creata a Digione cinque anni prima sotto il nome di Société d'Etudes con il motto "Etude et amitié". In questo periodo i componenti della Société d'Etudes furono i confidenti non solo dei suoi versi, ma anche dei suoi primi poemi in prosa, alcuni dei quali andranno a confluire in Gaspard de la Nuit. È nell'ambito delle discussioni di questa società che Bertrand formò il suo gusto. Gli antichi e i classici facevano posto ai moderni: Chateaubriand e Madame de Staël, Alphonse de Lamartine e Victor Hugo, George Byron e Walter Scott.
Bertrand chiama i suoi poemi, che comincia a pubblicare sulla stampa locale, « bambochades », ispirandosi al soprannome del pittore olandese Pierre Van Naer (detto Bamboccio o le Bamboche).
Alla morte di suo padre, diventa capofamiglia, con il compito di occuparsi di sua madre e di sua sorella. Nel 1828, Bertrand fonda un giornale, Le provincial, dalla durata molto effimera (cinque mesi), che rimane, comunque, un documento essenziale per lo studio della sua opera, perché vi compaiono gli unici scritti pubblicati durante la sua esistenza, alcuni dei quali andranno a confluire in Gaspard de la Nuit.
Frequenta gli ambienti letterari di Parigi, dove incontra Victor Hugo, Charles Augustin de Sainte-Beuve e Charles Nodier, ma il sentimento di vergogna che gli ispira la sua povertà e la sua fierezza gli impediscono di trovare il suo posto nel gruppo dei romantici parigini.
Di ritorno a Digione, fonda un nuovo giornale, Le patriote de la Côte-d'Or (1830), nel quale esprime apertamente le sue profonde simpatie repubblicane e la cosa gli vale numerose inimicizie fra i notabili della città. Scrive anche delle pièces teatrali (Le sous-lieutenant de hussards e Daniel) senza grande successo.
Bertrand decide di stabilirsi a Parigi (1833) dove vive una vita miserabile da provinciale emarginato. Incompreso dalla sua famiglia, si rifugia allora nel sogno, in un passato antico, lontano dal mondo moderno e consacra la sua vita a scrivere Gaspard de la Nuit. Muore di tubercolosi polmonare a Parigi il 29 aprile 1841. Viene sepolto al Cimitero di Montparnasse, presente il suo amico David d'Angers, che l'aveva trovato per caso, poco prima, nell'ospedale dove il poeta agonizzava.

## Opera
David d'Angers provvederà, nel 1842, a far pubblicare Gaspard de la Nuit, cosa che a Bertrand non era mai riuscita. Questa edizione originale sarà, tuttavia, piena di errori. Nel 1895 l'opera venne ripubblicata dal Mercure de France seguita poi da una ristampa nel 1908, edizione che fu acquistata e letta da Maurice Ravel. Nel 1925 una nuova edizione, di Bertrand Guégan, basata sul manoscritto originale, correggerà gli errori più flagranti. E sarà solo a partire dal 1992, data di acquisizione del manoscritto da parte della Bibliothèque nationale, che questo libro potrà essere infine pubblicato secondo il manoscritto e i voleri dell'autore. Il riconoscimento della sua opera si avrà soltanto nel XX secolo.
Riconosciuto come un poeta maledetto, diverrà l'ispiratore di Charles Baudelaire il quale confesserà che la tentazione di scrivere Le Spleen de Paris gli venne dopo aver letto molte volte Gaspard de la Nuit, opera da lui molto ammirata, come lo sarà, più tardi, dai surrealisti.
Maurice Ravel prese ispirazione dai poemi Ondine, Le gibet e Scarbo per comporre il trittico Gaspard de la nuit (1908), un'opera pianistica geniale, di un virtuosismo estremo.